# Nhà Rashidun
Nhà Rashidun (tiếng Ả Rập: الخلافة الراشدية al-khilāfat ar-Rāshidīyah), (khoảng 632-661) là thuật ngữ chung để chỉ khoảng thời gian cai trị của bốn vị khalip đầu tiên trong lịch sử Hồi giáo, và được thành lập sau khi cái chết của Muhammad năm 632 (năm thứ 10 trong lịch Hồi giáo). Ở thời đỉnh cao, đế quốc kiểm soát một đế chế rộng lớn từ bán đảo Ả Rập, vùng Cận Đông, đến vùng Kavkaz ở phía bắc, Bắc Phi từ Ai Cập cho đến ngày nay Tunisia ở phía tây, và vùng cao nguyên Iran tại Trung Á ở phía đông.
Bốn vị khalip đầu tiên được coi là « chính thống » vì được đa số chi phái công nhận. Danh từ « chính thống » dịch từ chữ 'orthodox' thường dùng trong tiếng Anh hoặc Pháp. Trong tiếng Ả Rập họ được gọi là « Rashidun » (« được dẫn dắt đúng đắn ») vì được tin là những người tuân theo đúng kinh Koran, và làm đúng theo đường lối cư xử ('sunnah') của nhà tiên tri Muhammad của đạo Hồi. Bốn vị khalip ấy là:
- Abu Bakar, cũng viết là Abu Bakr (632 - 634). Dưới thời của ông, phần lớn bán đảo Ả Rập nổi dậy tấn công thủ đô Medina, gọi là cuộc « chiến tranh Ridda ». Các thế lực này bị đánh bại, nhưng chiến tranh lan sang Ba Tư và Đông La Mã (Byzantine).
- Omar bin Khattab, cũng viết là Umar bin al-Khattab (634 - 644). Ông quy định tổ chức các giáo hạt và khiến ghi chép thêm giáo luật Sharia. Thời này, quốc gia Hồi giáo thắng Ba Tư và Đông La Mã, chiếm được các vùng lãnh thổ tương đương với Iraq, Iran, Syria, Jordan, Palestine, Ai Cập, Libya ngày nay.
- Othman bin Affan, cũng viết là Uthman ibn Affan (644 - 656). Khalip Othman tổ chức công cuộc kết tập kinh Koran. Thời ông, quốc gia Hồi giáo sáp nhập toàn bộ đế quốc Ba Tư, mở rộng đến Uzbekistan, Kazakhstan, Turkmenistan ngày nay.
- Ali bin Abu Talib, cũng viết là Ali bin Abi Talib (656 - 661).

Các vị khalip này đều đóng đô ở Medina, trên lãnh thổ nguyên thủy của người Ả Rập, ngoại trừ vị khalip cuối là Ali dời đô đi Kufa (nay ở Iraq).
Đến khalip Ali thì có sự chia rẽ, vùng Iraq và Iran ngày nay theo khalip Ali, từ Syria trở về tây thì theo tổng đốc Syria là Mu'Awiya. Sau cái chết của khalip Ali năm 661, Mu'Awiya thống nhất lãnh thổ và lập nhà Omeyyad.